# Choi In-jeong
Choi In-jeong (Hangul: 최인정; n. 21 mai 1990, Geumsan, Coreea de Sud) este o scrimeră sud-coreeană specializată pe spadă, laureată cu argint pe echipe la Jocurile Olimpice din 2012 de la Londra.